# Friedhof Sindlingen
Der Friedhof Sindlingen ist der Friedhof des Stadtteils Frankfurt-Sindlingen von Frankfurt am Main.

## Geschichte
Der Friedhof von Sindlingen war ursprünglich der Kirchhof von St. Dionysius. Da diese Kirche zu klein geworden war, wurde sie 1823 abgerissen und die heutige, größere Kirche errichtet. Aufgrund des höheren Platzbedarfs der Kirche war nun der Kirchhof zu klein geworden und es wurde ein neuer Friedhof am nördlichen Zwickel der Straßen nach Höchst und Zeilsheim angelegt. Auch dieser war 90 Jahre später zu klein geworden. 1912 wurde daher der heutige Friedhof Sindlingen auf einer Fläche von 6 ha errichtet. Er bietet Platz für 1500 Gräber. Der alte Friedhof wurde 1967/68 abgeräumt.

## Kulturdenkmäler auf dem Friedhof
Eine Reihe von Objekten und Grabmalen steht unter Denkmalschutz.
| Bild           | Bezeichnung                    | Lage            | Beschreibung                                                                                                  | Bauzeit      | Daten |
| -------------- | ------------------------------ | --------------- | --- | ------------ | ----- |
| Kruzifix       | Kruzifix                       | Neben frl1 Lage | Kruzifix aus rotem Sandstein, wohl vom alten Friedhof transloziert                                            |              |       |
| weitere Bilder | Toranlage mit Einsegnungshalle | Lage            | |              |       |
| Wegekreuz      | Wegekreuz                      | Lage            | Schlankes Sandsteinkreuz auf keltischen Sockel aus Muschelkalk                                                | 1879         |       |
| weitere Bilder | Kriegsgräberfeld               | Lage            | Kriegsgräberfeld mit zentraler Plastik eines trauernden Kriegers aus Muschelkalk, geschaffen durch Schreiber. | 1920er Jahre |       |

| Bild | Gewann        | Name(n)                          | Jahr                | Steinmetz       | Beschreibung                                                   |
| ---- | ------------- | -------------------------------- | ------------------- | --------------- | -------------------------------------------------------------- |
| 0    | Frl 2–3, 7–8  | Kohn-Blumentritt-Johsdorf-Wagner | 1950/1961/1957/1955 | 0               | Früher eine Reihe von 8 gleichartigen Stelen und Urnengräbern. |
|      | Frl 61–63     | Vollrath-Patt-Scherb             | 1917                | 0               | Flach profilierte neoklassizistische Wandstele aus Sandstein.  |
|      | Frl 69–70     | Colloseus-Neuser                 | 1918                | 0               | Neogotische Ädikula aus Kalkstein.                             |
|      | Frl 81–83     | Kirchhof                         | 1953                | 0               | Schriftstele aus poliertem Granit.                             |
| 0    | Frl 126a–127a | Bannert                          | 1933                | 0               | Wandstele aus Muschelkalk.                                     |
|      | Frl 127–132   | Herbert von Meister              | 1919                | Augusto Varnesi | Wandstele aus Muschelkalk.                                     |
|      | Frl 131a–132a | Tröller                          | 1928                | 0               | Dreigeteilte Wandstele aus Muschelkalk.                        |
|      | Frl 169–171   | Thies                            | 1922                | 0               | Dreigeteilte Wandstele aus Kalkstein.                          |
| 0    | Frl 227–228   | Nix                              | 1925                | 0               | Kreuzdenkmal aus poliertem Granit.                             |
|      | Frl 461–462   | Colloseus                        | 1940                | 0               | Quadratische Bildstele.                                        |